# Manglietia
Manglietia is de naam van een geslacht van planten uit de Magnoliafamilie. Sinds stamboomonderzoek met behulp van DNA-sequencing de verwantschappen binnen de familie Magnoliaceae heeft duidelijk gemaakt, is de status van Manglietia als geslacht onzeker geworden.
Sommige, vooral westerse, auteurs plaatsen de soorten uit de subfamilie Magnolioideae nu allemaal in één groot geslacht Magnolia, waarbij Manglietia tot een sectie van Magnolia is gereduceerd.
Andere, vooral Chinese, auteurs delen de subfamilie in een groot aantal kleine geslachten in, waarvan Manglietia er één is, met ongeveer 35 soorten.
Manglietia's onderscheiden zich van de andere taxa van de Magnolioideae door het aantal zaden per bes, namelijk vier of meer, tegenover één of twee bij alle andere Magnolioideae, op de soorten in Michelia en Pachylarnax na, waarbij Pachylarnax makkelijk onderscheiden wordt op grond van de vrucht, en Michelia door de okselstandige bloemen. Voor de taxonomische indeling, zie verder Magnolia.
De soorten uit dit geslacht (of deze sectie) komen voor in de tropen van Zuidoost-Azië. Geen enkele soort is in Nederland en België winterhard.

## Historie van het geslacht
Het geslacht heeft van Blume in 1823 de naam Manglietia gekregen. Manglietia is de lokale naam voor Manglietia glauca (=Magnolia blumei), de typesoort van het geslacht.
De eerste vermelding van de naam Manglietia is in Verhandelingen van het Bataviaasch Genootschap van Kunsten en Wetenschappen. Blume beschrijft hier enkele voor hem totaal nieuwe planten maar merkt op dat Manglietia kenmerken van zowel Magnolia als Michelia vertoont.

## Soorten
- Manglietia aromatica Dandy 1931 (= Magnolia aromatica (Dandy) V.S. Kumar 2006)
- Manglietia blaoensis Gagnep. 1939 (= Magnolia blaoensis (Gagnep.) Dandy 1974)
- Manglietia calophylla Dandy 1928 (= Magnolia calophylloides Figlar & Noot. 2004)
- Manglietia caveana Hook. f. & Thomson 1855 (= Magnolia caveana (Hook. f. & Thomson) D.C.S. Raju & M.P. Najar 1980)
- Manglietia chevalieri Dandy 1930 (= Magnolia chevalieri (Dandy) V.S. Kumar 2006)
- Manglietia conifera Dandy 1930 (= Magnolia conifera (Dandy) V.S. Kumar 2006)
  - Manglietia conifera subsp. chingii (Dandy) J. Li 1997 (= Magnolia conifera var. chingii (Dandy) V.S. Kumar 2006, Manglietia chingii Dandy 1931)
- Manglietia crassipes Y.W. Law 1982 (= Magnolia crassipes (Y.W. Law) V.S. Kumar 2006)
- Manglietia dandyi (Gagnep.) Dandy 1974 (= Magnolia dandyi Gagnep. 1939)
- Manglietia decidua Q.Y. Zheng 1995 (= Magnolia decidua (Q.Y. Zheng) V.S. Kumar 2006)
- Manglietia dolichogyna Dandy ex Noot. 1985 (= Magnolia dolichogyna (Dandy ex Noot.) Figlar & Noot. 2004)
- Manglietia duclouxii Finet & Gagnep. 1906 (= Magnolia duclouxii (Finet & Gagnep.) Hu & W.Y. Chun 1928)
- Manglietia fordiana Oliv. 1891 (= Magnolia fordiana (Oliv.) Hu 1924)
  - Manglietia fordiana var. calcarea (X.H. Song) B.L. Chen & Noot. 1993 (= Magnolia fordiana var. calcarea (X.H. Song) V.S. Kumar 2006, Manglietia calcarea X.H. Song 1984)
  - Manglietia fordiana var. forrestii (W.W. Sm. ex Dandy) B.L. Chen & Noot. 1993 (= Magnolia fordiana var. forrestii (W.W. Sm. ex Dandy) V.S. Kumar 2006, Manglietia forrestii W.W. Sm. ex Dandy 1928)
  - Manglietia fordiana var. hainanensis (Dandy) N.H. Xia 2008 (= Magnolia fordiana var. hainanensis (Dandy) Noot. 2008, Manglietia hainanensis Dandy 1930)
- Manglietia garrettii Craib 1922 (= Magnolia garrettii (Craib) V.S. Kumar 2006)
- Manglietia glauca Blume 1823 (= Magnolia blumei Prantl 1891) [typus]
  - Manglietia glauca var. sumatrana (Miq.) Dandy 1928 (= Magnolia blumei var. sumatrana (Miq.) Figlar & Noot. 2004, Manglietia sumatrana Miq. 1861)
- Manglietia glaucifolia Y.W. Law & Y.F. Wu 1986 (= Magnolia glaucifolia (Y.W. Law & Y.F. Wu) Noot. 2008)
- Manglietia grandis Hu & W.C. Cheng 1951 (= Magnolia grandis (Hu & W.C. Cheng) V.S. Kumar 2006)
- Manglietia hongheensis Y.M. Shui & W.H. Chen 2003 (= Magnolia hongheensis (Y.M. Shui & W.H. Chen) V.S. Kumar 2006)
- Manglietia hookeri Cubitt & W.W. Sm. 1911 (= Magnolia hookeri (Cubitt & W.W. Sm.) D.C.S. Raju & M.P. Nayar 1980)
- Manglietia insignis (Wall.) Blume 1829 (= Magnolia insignis Wall. 1824)
- Manglietia kwangtungensis (Merr.) Dandy 1927 (= Magnolia kwangtungensis Merr. 1927)
- Manglietia lanuginosa (Dandy) Noot. 1985 (= Magnolia lanuginosoides Figlar & Noot. 2004, Manglietia glauca var. lanuginosa Dandy 1928)
- Manglietia longipedunculata Q.W. Zeng & Y.W. Law 2004 (= Magnolia longipedunculata (Q.W. Zeng & Y.W. Law) V.S. Kumar 2006)
- Manglietia lucida B.L. Chen & S.C. Yang 1988 (= Magnolia lucida (B.L. Chen & S.C. Yang) V.S. Kumar 2006)
- Manglietia oblonga Y.W. Law & al. 2006 (= Magnolia xingangensis Noot. 2008)
- Manglietia obovalifolia C.Y. Wu & Y.W. Law 1996 (= Magnolia obovalifolia (C.Y. Wu & Y.W. Law) V.S. Kumar 2006)
- Manglietia ovoidea Hung T. Chang & B.L. Chen 1988 (= Magnolia ovoidea (Hung T. Chang & B.L. Chen) V.S. Kumar 2006)
- Manglietia pachyphylla Hung T. Chang 1961 (= Magnolia changhungtana Noot. 2008)
- Manglietia patungensis Hu 1951 (= Magnolia patungensis (Hu) Noot. 2008)
- Manglietia rufibarbata Dandy 1928 (= Magnolia rufibarbata (Dandy) V.S. Kumar 2006)
- Manglietia sabahensis Dandy ex Noot. 1985 (= Magnolia sabahensis (Dandy ex Noot.) Figlar & Noot. 2004)
- Manglietia szechuanica Hu 1940 (= Magnolia figlarii V.S. Kumar 2006)
- Manglietia utilis Dandy 1927 (= Magnolia utilis (Dandy) V.S. Kumar 2006)
- Manglietia ventii N.V. Tiep 1980 (= Magnolia ventii (N.V. Tiep) V.S. Kumar 2006)
- Manglietia zhengyiana N.H. Xia 2008 (= Magnolia zhengyiana (N.H. Xia) Noot. 2008)